# نور الدين عبد العزيز
عميد أركان حرب نور الدين عبد العزيز عبد الغني قائد مدرعات مصري، شارك في حرب أكتوبر واستشهد في 14 أكتوبر 1973 . حينما انطلقت أوامر 6 أكتوبر 1973، الساعة 1400، كان قائد اللواء 3 المدرع في حرب 1973 انطلق بقواته ليهاجم مسافة 12 كم في سيناء ناحية ممر متلا. كما اشتبك مع العدو الإسرائيلي في معركتين كبيرتين من معارك أكتوبر المجيد وتمكن من أسر كتيبة إسرائيلية مدرعة.